# Lianjiang, Fuzhou
Lianjiang är ett härad inom provinshuvudstaden Fuzhou i provinsen Fujian i sydöstra Kina.  
Häradet tillhör storstaden Fuzhous förortsområde vid provinsens östkust. Matsuöarna, som utgör liten del av häradets kustområde, kontrolleras av Republiken Kina på Taiwan.

## Administrativ indelning
Lianjiang  är indelat i 19 köpingar och tre socknar (varav en etnisk minoritetssocken).
Köpingar (zhen):

- Aojiang (敖江镇)
- Changlong (长龙镇)
- Danyang (丹阳镇)
- Dongdai (东岱镇)
- Donghu (东湖镇)
- Fengcheng (凤城镇)
- Guanban (官坂镇)
- Guantou (琯头镇)
- Huangqi (黄岐镇)
- Jiangnan (江南镇)
- Kengyuan (坑园镇)
- Mabi (马鼻镇)
- Pandu (潘渡镇)
- Pukou (浦口镇)
- Tailu (苔菉镇)
- Toubao (透堡镇)
- Xiagong (下宫镇)
- Xiao'ao (晓澳镇)
- Xiaocheng (筱埕镇)

Socknar (xiang):

- Ankai (安凯乡)
- Liaoyan (蓼沿乡)

Etnisk minoritetssocken (zu xiang):
- Xiaocang (小沧畲族乡) (för shefolket)